# Exhumed of the Earth
Exhumed of the Earth è il secondo album in studio del gruppo death doom metal australiano Paramaecium. L'album è un concept che narra, anche attraverso citazioni scritturali, l'esperienza terrena del Figlio di Dio, e più in particolare gli aspetti della nascita, dalla concezione sovrannaturale di Maria al massacro degli innocenti, e della morte, dal tradimento di Giuda alla fuoriuscita dal sepolcro e quindi la Resurrezione.

## Tracce
1. The Birth and the Massacre of the Innocents – 17:00
2. Injudicial – 4:38
3. The Killing – 6:29
4. Untombed – 10:38
5. The Voyage of the Severed – 9:24
6. Haemorrhage of Hatred – 7:20
7. Removed of the Grave – 10:37

## Formazione
- Andrew Tompkins - voce, basso
- Jason De Ron - chitarra
- Jayson Sherlock - batteria
- Rosemary Sutton - voce, violino
- Judy Hellemons - flauto